# Ядринская крепость
Ядринская крепость — деревянная крепость Ядрина. Построена царским воеводой Андреем Петровичем Куракиным в 1590 году на месте чувашской деревни Этерне.

## Описание
Ядринская крепость располагалась на высоком холме над рекой Сурой. В плане она представляла собой неправильную фигуру, близкую к пятиугольнику. Длина её стен в периметре составляла 1144 м. Стены крепости венчали 13 четырёхугольных и одна шестигранная Большая Проезжая башня. Кроме неё в крепости было ещё три проезжих башни — Водяная, Курмышская и Архангельская. Высота большинства башен была всего лишь 6,4 м, лишь Большая Проезжая достигала 18 м. Внутри кремля находилась соборная Преображенская церковь, деревянный собор Николая Чудотворца, Архангельский монастырь, государев воеводский двор, канцелярия, пороховой погреб, торговые лавки, таможня, а также осадные дворы местных служилых людей.
К западу от кремля по берегам Суры протянулся городской посад с двумя Троицкими церквами, а также Казанским мужским монастырём.

## История
В 1606 году население Ядрина примкнуло к восстанию Болотникова, но вскоре царские войска очистили округу Ядрина от повстанцев. На некоторое время Ядрин был занят сторонниками Лжедмитрия II. После победы Второго ополчения над поляками, занявшими Москву, в Ядринскую крепость была сослана часть пленных поляков. Ядринские служилые люди принимали участие в разгроме атамана Заруцкого в 1614 году, а затем в обороне Москвы и Подмосковья во время похода королевича Владислава в 1617—1618 годах. Гарнизон крепости был немногочислен. К примеру, в 1624 году он составлял лишь 251 человек. В дальнейшем, по мере утраты Ядрином военного значения, гарнизон сокращался всё больше. В 1681 году он составлял лишь 95 человек. Имея столь немногочисленный гарнизон, Ядрин ничего не мог противопоставить 15-тысячному отряду казака Максима Осипова во время Разинского восстания и сдался на его милость. Узнав о приближении царских войск, разинцы покинули разграбленный город.
Ядринская крепость перестраивалась в 1662 году, а также в 1672 году после событий Разинского восстания. К 1761 году городские стены сгнили и обвалились, башни глубоко осели. Несмотря на это во время Пугачёвского восстания гарнизон Ядрина успешно отбил штурм крепости со стороны отряда повстанцев во главе с Иваном Яковлевым, который вскоре был схвачен и казнён. Окончательно остатки крепости Ядрина разрушлились к концу XVIII века. Южная часть Ядрина, в которой находилась крепость, до сих пор зовётся среди местных жителей «Старым городом». Каких-либо следов от Ядринской крепости не осталось, в том числе из-за подмытия берега Сурой.